# Aarón Sehter
Aarón Sehter (Buenos Aires, 11 de enero de 1934) es un pelotari argentino de las especialidades de pelota paleta y frontenis. Es ganador de trece medallas de oro en los Campeonatos Mundiales de Pelota Vasca, la mayor cantidad de títulos mundiales obtenida en la historia de ese deporte.

## Biografía
Aarón Sehter es natural del barrio de Floresta en Buenos Aires, donde nació en 1934 en el seno de una familia judía. Debutó en el primer Mundial de pelota vasca disputado en 1952 cuando tenía solo 18 años ganando el oro en la especialidad de paleta goma modalidad de frontón. Su última participación fue en el Mundial de 1982, con 48 años de edad, ganando dos oros en su última participación. Sehter practicó las especialidades de pelota paleta goma, pelota paleta cuero, frontenis y pala corta, en las modalidades de trinquete y frontón.
Obtuvo también dos medallas de plata en los Juegos Olímpicos de México 1968, donde se incluyó a la pelota vasca como deporte de exhibición. Además de las distinciones recibidas por su rendimiento deportivo, Sehter ha sido reconocido por su comportamiento ejemplar y la práctica del juego limpio, recibiendo en las Olimpíadas de México 1968 el banderín de oro al pelotari "más completo y caballeresco", y en 1989, el Premio Fair Play otorgado por la Unesco. En 1980, Aarón Sehter recibió el Premio Konex de Platino, como mejor pelotari de la historia. Posee el récord de 120 partidos sin derrotas,
Se desempeñó para los clubes River Plate, Comunicaciones, Huracán, GEBA y Obras Sanitarias.
Aarón Sehter registró su máximo rendimiento deportivo en el Campeonato Mundial de Pelota Vasca de Pamplona 1962, cuando Argentina se consagró primera en el medallero con una actuación descollante del pelotari argentino, que había obtenido tres medallas de oro.

## Palmarés

### Campeón metropolitano (Buenos Aires)
- 1951: frontón, paleta goma (River Plate)
- 1951: frontón, paleta goma (Comunicaciones)
- 1954: frontón, paleta goma (Comunicaciones)
- 1955: frontón, paleta goma (Comunicaciones)
- 1962: trinquete, paleta goma (Huracán)
- 1963: trinquete, paleta goma (Huracán)
- 1969: trinquete, paleta goma (River Plate)
- 1972: trinquete, paleta goma (GEBA)
- 1976: trinquete, paleta goma (Obras Sanitarias)

### Campeón argentino
- 1965: trinquete, paleta goma (Venado Tuerto, Santa Fe)
- 1968: trinquete, paleta goma (Cipolletti, Río Negro)
- 1969: trinquete, paleta goma (Salta)
- 1972: trinquete, paleta goma (Santa Rosa, La Pampa)
- 1973: trinquete, paleta goma (San Luis)

### Campeón rioplatense
- 1954: frontón, paleta goma en pareja (Buenos Aires)
- 1961: frontón, pala corta con pelota de cuero en pareja (Buenos Aires)
- 1961: trinquete, paleta cuero en pareja (Buenos Aires)
- 1961: trinquete, paleta cuero individual (Buenos Aires)
- 1964: trinquete, paleta cuero individual (Buenos Aires)
- 1964: trinquete, paleta cuero en pareja (Buenos Aires)
- 1967: frontón, pala corta con pelota de cuero en pareja (Montevideo)

### Campeón sudamericano
- 1954: frontón, paleta goma en pareja (Santiago de Chile)
- 1960: frontón, Pala corta con pelota de cuero en pareja (Montevideo)
- 1960: trinquete, paleta cuero en pareja (Montevideo)
- 1960: trinquete, paleta cuero individual (Montevideo)
- 1961: trinquete, paleta cuero en pareja (Buenos Aires)
- 1961: trinquete, paleta cuero individual (Buenos Aires)
- 1961: frontón, pala corta con telota de cuero en pareja (Buenos Aires)

### Campeón mundial
- 1952: frontón, paleta goma (San Sebastián)
- 1958: frontón, paleta goma (Biarritz)
- 1962: frontón, paleta goma (Pamplona)
- 1962: trinquete, paleta goma (Pamplona)
- 1962: trinquete, paleta cuero (Pamplona)
- 1966: trinquete, paleta goma (Montevideo)
- 1970: trinquete, paleta goma (San Sebastián)
- 1974: trinquete, paleta cuero (Montevideo)
- 1974: frontón, paleta cuero (Montevideo)
- 1974: frontón, paleta goma (Montevideo)
- 1978: frontón, paleta goma (Biarritz)
- 1982: frontón, paleta goma (México)
- 1982: trinquete, paleta cuero (México)

### Subcampeón mundial
- 1958: frontón, frontenis (Biarritz)
- 1966: trinquete, paleta cuero (Montevideo)
- 1970: trinquete, paleta cuero (San Sebastián)
- 1970: frontón, paleta cuero (San Sebastián)
- 1978: frontón, paleta cuero (Biarritz)

### Juegos Olímpicos de México 1968 (deporte exhibición)
- Frontón, paleta goma: medalla de plata
- Frontón, frontenis: medalla de plata